# Bezpośrednie wsparcie lotnicze
Bezpośrednie wsparcie lotnicze (ang. Close air support, CAS) – bezpośrednie wsparcie jednostek lądowych poprzez ostrzał z powietrza, znajdujących się w bliskiej odległości, jednostek wrogich; może zostać przeprowadzone zarówno przez śmigłowce jak i samoloty szturmowe; wymaga precyzyjnego skoordynowania ognia i położenia jednostek sojuszniczych na ziemi względem wsparcia z powietrza.